# Liga de Fútbol del Sur de Escocia
La Liga de Fútbol del Sur de Escocia es una competición de fútbol amateur basada en el sur de Escocia. Otra liga del mismo nombre existió previamente en los primeros días del fútbol competitivo. La liga actual es considerada como la más débil de las tres ligas "senior" fuera de liga de Escocia (las otras son la Liga Highland y la Liga del Este).

## Liga original
La Liga de Fútbol del Sur de Escocia original fue creada en 1892-93 e incluía a estos clubes:
- 5th Kirkcudbrightshire Rifle Volunteers F.C.
- Queen of the South Wanderers F.C.
- Mauchline F.C.
- Cronberry Eglinton F.C.
- Lugar Boswell Thistle F.C.
- Springbank F.C.
- Lanemark F.C.

La competición fue abandonada y ningún campeonato fue adjudicado.

## Liga Actual
La Liga de Fútbol del Sur de Escocia actual se formó en 1946 y actualmente estos clubes participan en ella:
- Abbey Vale F.C.
- Annan Athletic 'A'
- Creetown F.C.
- Crichton F.C.
- Dalbeattie Star 'A'
- Fleet Star F.C.
- Heston Rovers F.C.
- Mid-Annandale F.C.
- Newton Stewart F.C.
- Nithsdale Wanderers F.C.
- St. Cuthbert Wanderers F.C.
- Stranraer 'A'
- Threave Rovers F.C.
- Wigtown & Bladnoch F.C.

Stranraer Athletic F.C. renunció de la liga en 2008. El nuevamente formado Gretna F.C. 2008, fundado para reemplazar al viejo Gretna F.C. que quedó en bancarrota, aplicó para unirse a la Liga del Sur de Escocia, pero al final se unió a la Liga del Este de Escocia.
Los estadios de Threave Rovers F.C., St. Cuthbert Wanderers F.C., Newton Steawart F.C. y Wigtown Bladnoch F.C. cumplen los requisitos para participar en la Copa de Escocia y tienen permitido entrar en ella. Los equipos senior de Annan Athletic F.C., Dalbeattie Star F.C. y Stranraer F.C. también pueden participar en ella.
La Copa Desafío es la competencia eliminatoria más importante de la liga y se juega desde 1891. Los equipos de reserva del Stranraer F.C., Dalbeattie Star F.C. y Annan Athletic F.C. participan en la liga.
- Datos: Q1801613